# Domino Kid
Domino Kid è un film del 1957 diretto da Ray Nazarro.
È un film western statunitense con Rory Calhoun, Kristine Miller e Andrew Duggan.

## Trama
Nel caldo del pomeriggio in una città deserta del Messico, uno sconosciuto vestito di nero entra in una cantina; l'oste lo avverte di stare lontano dalla strada, perché sta per verificarsi uno scontro a fuoco fra Domino, abile pistolero, e un certo Trancas. L'uomo risponde che Domino è lui, intanto vede arrivare al galoppo il suo nemico, spara per primo e lo fa cadere da cavallo. Prima di ripartire lascia all'oste un pugno di banconote che serviranno per pagare il funerale.
Intanto nel Texas lo sceriffo Travers viene informato dell'omicidio e ne parla con Harrington, un ricco proprietario arrivato in città per fare investimenti fondiari. Racconta che Domino è in realtà Cort Garand, legittimo erede del Double Six Ranch che, partito per combattere con i confederati nella guerra di secessione, ha trovato al suo ritorno la fattoria saccheggiata, il bestiame rubato e suo padre ucciso. Gli assassini sono cinque uomini, ai quali Domino ha giurato vendetta pur non conoscendone il nome. Aiutato dall'amico Juan, che lavorava nel ranch quando è avvenuto l'assalto ed è rimasto fortunatamente incolume, ne ha rintracciati quattro e li ha eliminati uno per uno, rimanendo ferito solo dal quarto uomo.
Harrington intanto chiede a Barbara, la sua assistente, di accompagnarlo a visitare una fattoria. Barbara, ex fidanzata di Domino, la riconosce ricordando di quando da adolescente vi trascorreva le giornate e, quando Harrington le manifesta l'intenzione di comprarla, lei risponde che Domino non la venderebbe mai. Ma Domino, dice Harrington, è morto. Barbara vaga intorno amareggiata, ma sulla soglia compare improvvisamente Domino e le spiega di essersi ripreso dall'ultimo scontro a fuoco grazie a un pastore che si è preso cura di lui e lo ha rimesso in piedi, ma ora ha un ultimo compito da portare a termine. Barbara cerca di metterlo in guardia, in città tutti parlano di lui come di uno spietato sanguinario, ma Domino si reca da Juan, che ora lavora in una cantina, sperando di farsi rivelare il nome del quinto uomo. Al suo tavolo si siede lo sceriffo Travers, che gli sconsiglia di andare avanti nella sua azione di rappresaglia, di "fermarsi finché è in vantaggio".
Domino, intento a ricostruire il suo ranch distrutto, chiede a Harrington un prestito ma questi, che vuole Barbara per sé, glielo nega e si offre di saldargli tutti i suoi debiti se decide di trasferirsi in un'altra città. Domino rifiuta e, mentre cavalca assieme a Juan, scopre che alcuni uomini stanno costruendo una diga che bloccherebbe il torrente che fornisce acqua al suo ranch. Tornato in fretta in città, affronta Harrington e gli chiede di smantellare la diga minacciandolo. Lo sceriffo mette in guardia Domino sull'uso della violenza e anche Barbara gli parla in difesa di Harrington, che favorisce il progresso della valle aiutando i contadini del luogo.
Più tardi, alla cantina, Juan viene aggredito da un certo Lafe Prentiss e legato a una trave con la complicità di altri due uomini. Domino corre in suo aiuto, Juan gli svela di aver riconosciuto in quell'uomo il quinto bandito, ma gli chiede di assicurarlo allo sceriffo e di non farsi giustizia da solo. Arriva Harrington armato di fucile che sfida Domino, ma quando vede che questi viene minacciato da Lafe, spara in sua difesa. Gravemente ferito, Domino striscia in strada e prende la mira uccidendo il quinto bandito. Le cure e l'affetto di Barbara gli permetteranno di tornare alla vita normale.

## Produzione
Il film, diretto da Ray Nazarro su una sceneggiatura di Kenneth Gamet e Hal Biller con il soggetto di Rory Calhoun, fu prodotto dallo stesso Calhoun e da Victor M. Orsatti per la Rorvic Productions (anche "Calhoun-Orsatti Enterprises", società di produzione di Calhoun e Orsatti) e girato nell'Iverson Ranch a Chatsworth, Los Angeles, in California.
Il titolo di lavorazione fu Domino. È il secondo film della neonata Rorvic ad essere distribuito, dopo Impiccagione all'alba (rispetto al quale fu però girato prima).

## Distribuzione
Il film fu distribuito negli Stati Uniti nell'ottobre del 1957 al cinema dalla Columbia Pictures.
Altre distribuzioni:
- in Finlandia il 3 gennaio 1958
- in Germania Ovest il 28 marzo 1958 (Einer gegen fünf)
- in Giappone il 15 aprile 1958
- in Austria nel 1959 (Einer gegen fünf)
- in Grecia (Exagriomenoi tromokrates)
- in Italia (Domino Kid)